# James Carr (Musiker)
James Edward Carr (* 13. Juni 1942 in Coahoma (Mississippi); † 7. Januar 2001 in Memphis) war ein US-amerikanischer R&B- und Soulsänger.

## Biografie
Geboren in Coahoma (Mississippi) als Sohn eines Baptistenpredigers, zog die Familie nach Memphis (Tennessee), als Carr drei Jahre alt war. Seine ersten Erfahrungen als Sänger machte er in der Kirche. Er sang in verschiedenen Gospelgruppen, während er sein Geld in einer Möbelfabrik in Memphis verdiente.
Seine ersten Aufnahmen machte Carr 1964 für das lokale Label Goldwax Records. Mit You’ve Got My Mind Messed Up hatte er 1966 einen ersten Hit auf Platz 7 der Billboard R&B-Charts und Platz 63 in den Billboard Hot 100. Auch sein Debütalbum You Got My Mind Messed Up im Jahr darauf war erfolgreich und stieg bis auf Platz 25 der Albumcharts.
Bis zum Bankrott von Goldwax Records 1969 hatte Carr noch einige Singles in den Charts. Als sein bekanntester Song gilt The Dark End of the Street von 1967; der Song wurde von John Peel in seine Peelennium-Liste aufgenommen. Nach dem Ende von Goldwax veröffentlichte Carr noch zwei Singles bei anderen Labels, bevor er sich krankheitsbedingt aus dem Musikgeschäft zurückzog.
Carr litt an einer bipolaren Störung, die ihm zusehends Schwierigkeiten bereitete. Erst Ende der 1980er Jahre kam er ins Studio zurück und veröffentlichte 1991 und 1994 zwei Alben. Er trat auch wieder in den Staaten und Europa auf.
Mitte der 1990er Jahre wurde bei Carr Lungenkrebs diagnostiziert. Er starb 2001 in einem Pflegeheim in Memphis im Alter von 58 Jahren.

## Diskografie

### Singles
- 1966: You’ve Got My Mind Messed Up – R&B #7, Pop #63
- 1966: Love Attack – R&B #21, Pop #99
- 1966: Pouring Water on a Drowning Man – R&B #23, Pop #85
- 1967: The Dark End of the Street – R&B #10, Pop #77
- 1967: Let It Happen – R&B #30, Pop #106
- 1967: I’m a Fool for You (Duett mit Betty Harris) – R&B #42, Pop #97
- 1968: A Man Needs a Woman – R&B #16, Pop #63
- 1968: Life Turned Her That Way – Pop #112
- 1969: Freedom Train – R&B #39
- 1969: To Love Somebody – R&B #44

### Alben
- 1967: You Got My Mind Messed Up – R&B: #25
- 1968: A Man Needs a Woman
- 1991: Take Me To The Limit
- 1994: Soul Survivor

### Kompilationen
- 1994: Complete, Vol. 1
- 1994: Complete, Vol. 2
- 1995: The Essential James Carr
- 2001: 24 Karat Soul
- 2001: The Complete Goldwax Singles
- 2004: My Soul Is Satisfied: The Rest of James Carr
- 2006: A Man Worth Knowing: The 1990s Goldwax & Soultrax Recordings